# Xyris kornasiana
Xyris kornasiana là một loài thực vật hạt kín trong họ Hoàng đầu. Loài này được Brylska & Lisowski miêu tả khoa học đầu tiên năm 1990 publ. 1991.